# 팀 키프
티모시 존 "팀" 키프(Timothy John "Tim" Keefe, 1857년 1월 1일 ~ 1933년 4월 23일)는 미국의 전 프로 야구 선수로, 1880년대와 90년대에 메이저 리그 베이스볼(MLB)에서 우완 투수로 활약하였다. 14시즌 동안 트로이 트로전스, 뉴욕 메트로폴리탄스, 뉴욕 자이언츠, 뉴욕 자이언츠 (PL), 필라델피아 필리스에서 뛰었다. 통산 600경기에 출전해 5049.2이닝을 던지며 342승 225패, 554완투, 39완봉, 2.63의 평균자책점을 기록했다. 1964년 야구 명예의 전당에 입성했다.